# Natalja Dmitrijewna Sokolowa
Natalja Dmitrijewna Sokolowa (russisch Наталья Дмитриевна Соколова, engl. Transkription Natalya Sokolova, geb. Куличкова – Kulitschkowa – Kulichkova; * 6. Oktober 1949 in Moskau) ist eine ehemalige sowjetische Sprinterin, die sich auf den 400-Meter-Lauf spezialisiert hatte.
Bei den Leichtathletik-Europameisterschaften 1974 gewann sie mit der sowjetischen Mannschaft Bronze in der 4-mal-400-Meter-Staffel.
1976 wurde sie mit ihrer persönlichen Bestzeit von 51,43 s sowjetische Vizemeisterin und qualifizierte sich damit für die Olympischen Spiele in Montreal. Dort erreichte sie im Einzelwettbewerb das Halbfinale und holte in der 4-mal-400-Meter-Staffel mit dem sowjetischen Team die Bronzemedaille.
1977 gewann sie Silber bei der Universiade.